# Xiaomi Mi11
Xiaomi Mi11 este un smartphone introdus de Xiaomi în 2021, împreună cu Xiaomi Mi11 Lite și Mi11 Ultra.

## Specificații
Telefonul a fost introdus de Xiaomi în principal împotriva Samsung Galaxy S21. Snapdragon 888 la fel de puternic, cu cameră de 108 mpx, afișaj oled, difuzor stereo, panou din spate din sticlă, cadru metalic.
O versiune mai ieftină a Xiaomi Mi11 Lite cu hardware mai slab, o cameră mai slabă și un afișaj full HD.
Versiunea sa mai scumpă este Xiaomi Mi11 Ultra cu un afișaj din spate și camere mai bune.